# Galium meliodorum
Galium meliodorum là một loài thực vật có hoa trong họ Thiến thảo. Loài này được (Beck) Fritsch mô tả khoa học đầu tiên năm 1909.